# RG-35
RG-35 ist ein für militärische Zwecke von BAE Systems in Südafrika entwickeltes gepanzertes Fahrzeug.

## Technische Beschreibung
Der RG-35 gehört zur Gruppe der MRAPs und weist Schutz gegen Landminen, IEDs sowie Feuer aus Infanteriewaffen auf.

## Varianten

### RG-35
6x6-Standardausführung, 2012 verbessert mit neu designter Front.

### RG-35 RPU
Der RG-35 RPU (Reconnaissance Patrol Utility) ist eine 2011 erschienene 4x4-Ausführung. Vom RG-35 unterscheidet sich der RG-35 RPU durch seine Größe, der RG-35 RPU ist kürzer und niedriger. Hauptsächlich wurde der RG-35 RPU für Aufklärungs- und Patrouilleeinsätze konzipiert.

### RG-35 MIV
Beim RG-35 MIV (Motorized Infantry Vehicle) handelt es sich wie beim RG-35 RPU um eine gegenüber dem RG-35 verkleinerte 4x4-Ausführung, er erschien 2014 und ist länger als der RG-35 RPU.